# Francisco Las Heras (Fußballspieler, 1949)
Francisco José Las Heras Risso (* 21. August 1949 in Santiago de Chile) ist ein ehemaliger chilenischer Fußballspieler. Der Mittelfeldspieler absolvierte drei Länderspiele für Chile und wurde auf Vereinsebene fünf Mal chilenischer Meister.

## Karriere

### Verein
Francisco Las Heras spielte bereits in der Jugend vom CF Universidad de Chile und debütierte 1967 in der Profimannschaft des Klubs. Mit La U gewann der Mittelfeldspieler die Meisterschaften 1967 und 1969. 1972 wechselte Las Heras zu Unión Española und gewann zwei weitere Meisterschaften in drei Jahren. Bei der Copa Libertadores 1975 erreichte der Klub spanischer Einwanderer das Finale gegen den Seriensieger aus Argentinien CA Independiente. Nach einem 1:0-Erfolg im Hinspiel verloren die Chilenen das Rückspiel mit 1:3, wobei Las Heras den einzigen Treffer seines Klubs per Foulelfmeter erzielte. Im Entscheidungsspiel, eine Torregel gab es noch nicht, setzte sich Independiente mit 2:0 durch. Nach seinen internationalen Erfolgen sowohl beim Klub als auch mit der Nationalmannschaft ging Las Heras nach Mexiko zum Tecos FC. Dort spielte er zwei Jahre, wechselte zwischen Startelfeinsätzen und Einwechselungen und kehrte dann zu Unión Española zurück. Er gewann mit dem Klub direkt die Meisterschaft 1977. 1980 wechselte der Mittelfeldspieler dann zum Coquimbo Unido und beendete seine Karriere 1981 bei Zweitligist Deportes Aviación.

### Nationalmannschaft
Francisco Las Heras wurde von Nationaltrainer Pedro Morales in den Kader der Copa América 1975 berufen und debütierte im ersten Spiel Chiles gegen Peru. Der Mittelfeldspieler absolvierte alle vier Turnierspiele für die La Roja, die jedoch als Zweiter der Dreiergruppe hinter dem späteren Südamerikameister Peru nicht das Halbfinale erreichte. Die Spiele bei der Südamerikameisterschaft waren die einzigen Länderspiele für Las Heras.

## Erfolge
Universidad de Chile
- Primera División: 1967, 1969

Unión Española
- Primera División: 1973, 1975, 1977

## Sonstiges
Sein Vater Francisco war ebenfalls ehemaliger Profifußballspieler und spielte für Unión Española, CF Universidad de Chile, CD Magallanes sowie für die Nationalmannschaft.